# Tarasivka (Pociîno-Sofiivka), Mahdalînivka
Tarasivka (în ucraineană Тарасівка) este un sat în comuna Pociîno-Sofiivka din raionul Mahdalînivka, regiunea Dnipropetrovsk, Ucraina.

## Demografie
Componența lingvistică a localității Tarasivka
     Ucraineană (92,19%)
     Rusă (7,81%)
Conform recensământului din 2001, majoritatea populației localității Tarasivka era vorbitoare de ucraineană (92,19%), existând în minoritate și vorbitori de rusă (7,81%).